# Olympische Jugend-Sommerspiele 2014/Teilnehmer (Dschibuti)
| Gelbes Symbol für Goldmedaillen mit stilisierten Olympischen Ringen | Graues Symbol für Silbermedaillen mit stilisierten Olympischen Ringen | Braundes Symbol für Bronzemedaillen mit stilisierten Olympischen Ringen |
| ------------------------------------------------------------------- | --------------------------------------------------------------------- | ----------------------------------------------------------------------- |
| —                                                                   | —                                                                     | 1                                                                       |

Die Jugend-Olympiamannschaft aus Dschibuti für die II. Olympischen Jugend-Sommerspiele vom 16. bis 28. August 2014 in Nanjing (Volksrepublik China) bestand aus fünf Athleten.

## Athleten nach Sportarten

### Leichtathletik
| Mädchen - Kadra Mohamed Dembil 2000 m Hindernis: 14. Platz 8 × 100 m Mixed: 65. Platz | Jungen - Abdi Aden Abdi 800 m: 10. Platz 8 × 100 m Mixed: DNF - Mohamed Ismail Ibrahim 1500 m: Bronze 8 × 100 m Mixed: 26. Platz |

### Schwimmen
Jungen
- Ahmed Bourhan Alwan
50 m Freistil: 51. Platz

### Tischtennis
Mädchen
- Fatouma Ali Salah
Einzel: 25. Platz
Mixed: 25. Platz (mit Soudes Alassani  Togo)